# Proteína verde fluorescente
La proteína verde fluorescente (o GFP, por sus siglas en inglés, green fluorescent protein) es una proteína producida por la medusa Aequorea victoria, que emite fluorescencia en la zona verde del espectro visible (no confundir con bioluminiscencia). El gen que codifica esta proteína está aislado y se utiliza habitualmente en biología molecular como marcador.
El 8 de octubre de 2008 los profesores Martin Chalfie (estadounidense), Osamu Shimomura (japonés radicado en los Estados Unidos) y Roger Y. Tsien (estadounidense) fueron galardonados por la Real Academia Sueca de Ciencias de Estocolmo con el Premio Nobel de Química 2008 "por su descubrimiento y desarrollo de la proteína fluorescente verde (GFP)", herramienta indispensable para la biología y la medicina modernas.
El Dr. Shimomura descubrió y estudió las propiedades de GFP, mientras que el Dr. Chalfie usando técnicas de biología molecular logró introducir el gen que codificaba para la GFP en el ADN del gusano transparente C. elegans, e inició la era de GFP como marcador de procesos en células y organismos. Finalmente el Dr. Tsien modificó la estructura de la proteína para producir moléculas que emiten luz a distintas longitudes de onda, extendiendo la paleta de colores de las proteínas. Las proteínas fluorescentes, entre las cuales se encuentra la GFP, son muy versátiles y se utilizan en diversos campos como la microbiología, ingeniería genética, fisiología, e ingeniería ambiental. Permiten ver procesos previamente invisibles, como el desarrollo de neuronas, cómo se diseminan las células cancerosas, o la contaminación de agua con arsénico, por mencionar algunos usos. Con la obtención de proteínas de muchos colores complejas redes biológicas pueden ser marcadas diferencialmente, lo que permite visualizar la biología celular en acción.

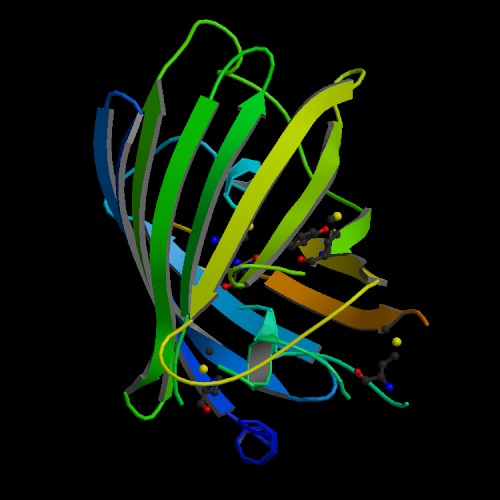
Estructura de la proteína verde fluorescente.

## Historia
Osamu Shimomura, en los inicios de la década de 1962, fue el primero en aislar la GFP a partir de la Aequorea victoria e identificar qué parte era responsable de la fluorescencia. Junto a Frank Johnson, de la Universidad de Washington, aisló una proteína fluorescente dependiente del calcio, a la que llamó aequorina, nombre derivado de la medusa con la que trabajaban. Esta proteína emite fluorescencia en la zona azul del espectro. Durante dicho procedimiento, se identificó otra proteína que emitía fluorescencia verdosa al ser iluminada por luz ultravioleta, por lo que le fue dado el nombre de "proteína verde fluorescente".
Durante los años siguientes se verificó que, para emitir fluorescencia, la medusa libera iones de calcio que activan la emisión de luz azul por parte de la aequorina. La GFP, por su parte, absorbe la luz liberada por la primera y produce su característica luz verde. Sin embargo, el potencial de la GFP como marcador no fue reconocido hasta 1987 por Douglas Prasher. 
En el año 1992 fue secuenciada por primera vez mediante técnicas de cDNA (Prasher et al., 1992); pero no fue hasta 1994 que Chalfie (Chalfie et al., 1994), por un lado, e Inouye y Tsuji (citado por Tsien, 1998), por otro, lograron conservar su fluorescencia en un cultivo con otros organismos procarióticos y eucarióticos. Con ello demostraron que el gen de la GFP por sí solo contiene toda la información necesaria para sintetizar el cromóforo postraduccionalmente y que no requiere la acción de enzimas específicas de la medusa Aequorea victoria. 
Recientemente se han identificado otras proteínas fluorescentes: entre otras, la proteína amarilla fluorescente (conocida por su abreviatura en inglés YFP) o la roja (RFP) entre otras. Además, estas proteínas originales han sido modificadas para mejorar su funcionamiento. Uno de los resultados de estas mejoras es la proteína verde fluorescente mejorada (o EGFP, por sus siglas en inglés, "enhanced green florescent protein").
El grupo de Tsien desarrolló proteínas más pequeñas a partir de ésta, y luego una serie de proteínas con nombres de frutos, como la mPlum, mCherry, mStrawberry, mOrange y mCitrine de acuerdo al color de su brillo. Posteriormente otros investigadores y compañías han contribuido con nuevos colores a esta resplandeciente gama.

## Características
La proteína verde fluorescente presenta dos picos de excitación: el primero, cercano a los 395 nm; el segundo, de 475 nm, y también dos picos de emisión: si es excitada a los 395 nm su pico de emisión será a los 508 nm, y si, por el contrario, es excitada a 475 nm, entonces la emisión ocurrirá a 503 nm (Tsien, 1998), cuando esto ocurre la proteína capta mayor luz fuera del espectro visible y la convierte en luz visible verdosa. La proteína está conformada por 238 aminoácidos, cuya secuencia, descifrada por Prasher y sus colaboradores (Prasher et al., 1992).  SER, TYR y GLY conforman el cromóforo de la proteína GFP.

### Estructura y espectro de emisión
La estructura de la proteína verde fluorescente se determinó en 1996. La GFP es una proteína monomérica de unos 238 aminoácidos que forma una estructura terciaria conocida como barril beta, común en muchas otras proteínas fluorescentes caracterizadas posteriormente. En esta proteína, el barril beta está formado por 11 cadenas e incluye una hélice alfa central que atraviesa el barril en toda su longitud. En esta hélice hay tres aminoácidos consecutivos que forman un cromóforo natural, de forma que cuando la GFP es iluminada con luz ultravioleta, produce una brillante fluorescencia verde. 
La GFP convierte las señales luminiscentes de otra proteína, la aecuorina,  en la luminiscencia verde característica de esta especie.
Contiene un cromóforo especial (constituido por los aminoácidos 65, 66 y 67), un grupo químico que absorbe y emite luz. Cuando la luz UV o luz azul impacta sobre el cromóforo, este toma la energía de la luz y se excita. En la fase siguiente, el cromóforo se libera de la energía emitiendo luz en longitud de onda verde.Una característica importante es que la GFP no necesita aditivos para brillar, en contraste con la aequorina y otras proteínas bioluminiscentes. Si así fuera, moléculas energéticas deberían ser inyectadas en las células en forma constante. En cambio, es suficiente con irradiar la GFP con luz UV o azul para que emita fluorescencia. La GFP original de la medusa posee dos picos de excitación: uno menor, a 475 nm, y uno mayor, a 395 nm. Su pico de emisión está a 509 nm, en la zona verde del espectro.
Al analizar la estructura cuaternaria se hizo patente que las altas concentraciones de GFP resultan de un fenómeno de agregación de subunidades de la misma proteína y de otras proteínas de la membrana, conocido como dimerización, que inhibe la fluorescencia o la reduce por debajo de la intensidad mínima requerida para ser visible. Es necesario 1 µM (aproximadamente 105 copias en un volumen celular de 1-2 pL) de GFP correctamente plegada (Tsien, 1998) para que la proteína pueda emitir luz.

### Variantes de la GFP

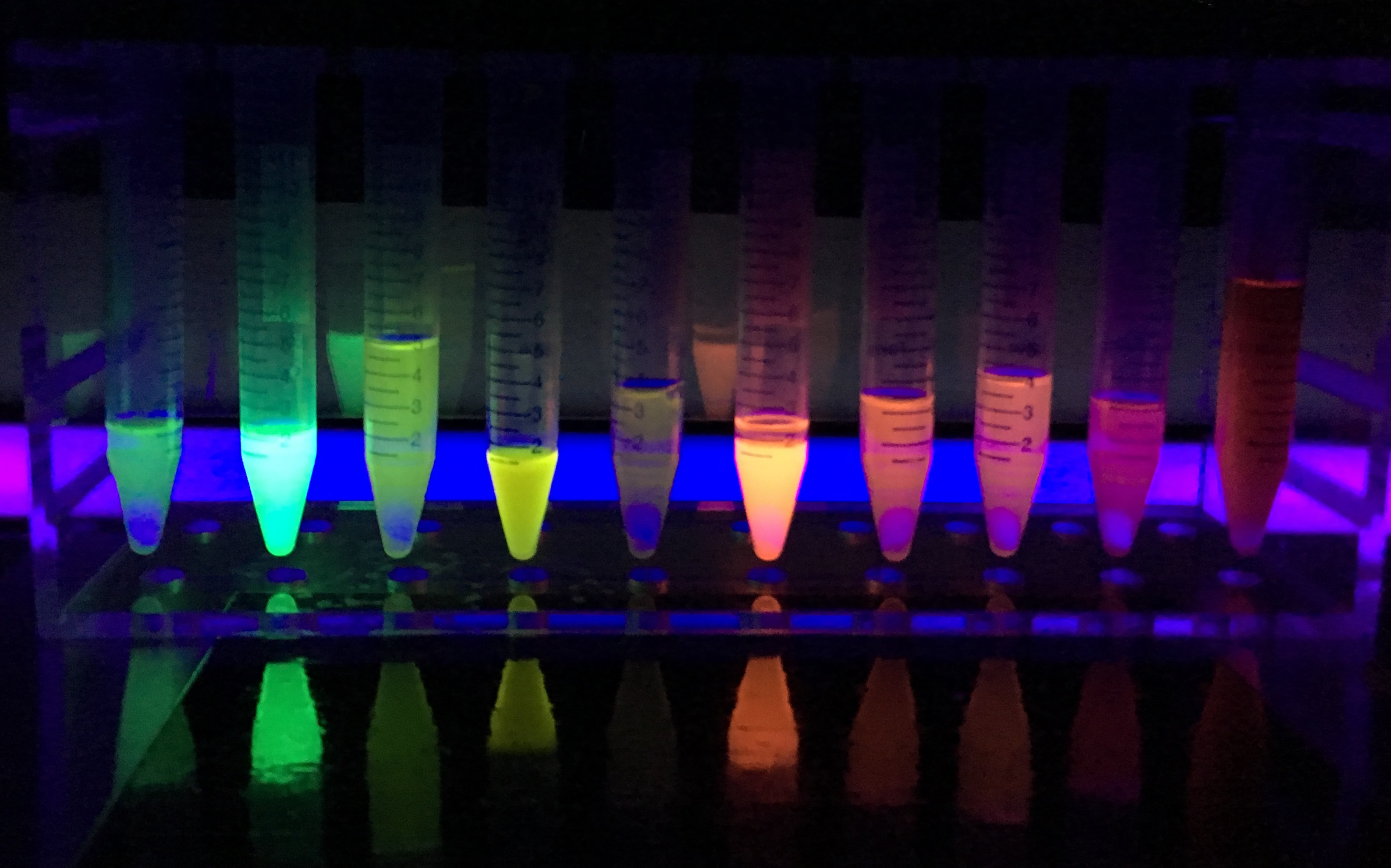
Variantes

Se conocen decenas de proteínas mutadas derivadas de la GFP de Aequorea victoria (nativa), cuyas alteraciones producen propiedades físico-químicas distintas a la original, y en las cuales se ha mejorado su expresión (mayor fluorescencia, cambios en el rango de excitación y emisión; cinética de oxidación del cromóforo, fotoestabilidad, etc), pero sin modificar el comportamiento general de la proteína. La clasificación de las variantes de la GFP son diversas porque toman en cuenta distintas características, como la estructura del cromóforo, el rango de emisiones en el espectro visible  y las aplicaciones como sondas intracelulares. La creación de estas mutantes fue originada por la necesidad de frenar la tendencia de la proteína a dimerizar, porque esa propensión limitaba sus aplicaciones in vivo. De esta manera, la GFP nativa fue modificada para obtener variantes con emisión en diferentes rangos espectrales y estabilidad en la forma cuaternaria de la proteína.
Muchas otras FP que exhiben tonos desde el anaranjado hasta el rojo no derivan de la GFP de A. victoria, sino de una proteína fluorescente roja obtenida de un coral no bioluminiscente.
De todas las variantes hasta ahora obtenidas, la de mayor uso (actualmente producida por la casa comercial Clontech) es la EGFP (por sus iniciales en inglés, enhanced green fluorescent protein), la cual es una versión mejorada de la GFP nativa. Este fue el primer grupo de FP que combinaba un alto brillo con sólo un pico de excitación. La mutación más común, que causa ionización del fenol en el fluoróforo, es el reemplazo de Ser 65 por Thr, también llamada S65T. El pico de absorbancia ocurre a 489 nm y el de emisión a 509 nm, de ahí su fluorescencia verde. Las variantes EGFP muestran un decremento paulatino del fotoblanqueamiento, en contraste con la GFP nativa que muestra un incremento inicial y luego un rápido descenso en la fluorescencia.
Dentro de las ventajas que presenta la variante EGFP, se encuentran una oxidación cuatro veces más rápida que la de la GFP nativa, una formación del cromóforo mucho más rápida y una producción de fluorescencia también más rápida y con mayor estabilidad, cuando el plegado se expresa a temperatura ambiente y a 37 °C.

## Utilización
Las proteínas fluorescentes, entre las cuales se encuentra la GFP, son muy versátiles y se utilizan en diversos campos como la bioquímica, microbiología, ingeniería genética y fisiología. Permiten ver procesos previamente invisibles, como el desarrollo de neuronas, cómo se diseminan las células cancerosas, el desarrollo de la enfermedad de Alzheimer, el crecimiento de bacterias patogénicas, la proliferación del virus del sida, entre otros. El interés de la GFP desde el punto de vista biotecnológico reside en que esta proteína se comporta como una señal luminosa capaz de expresarse en células mediante las técnicas rutinarias de transgénesis. Al llevar la fluorescencia incorporada en su estructura, la fluorescencia de la GFP puede producirse y mantenerse espontáneamente en aquellas células vivas que incluyan el gen que la codifica, sin necesidad de añadir otros agentes o cromóforos. Su código genético puede fusionarse a otras proteínas, proporcionando a éstas un dominio fluorescente extra a modo de marca o etiqueta luminosa, que sirve para poder seguir su actividad in vivo, seleccionar y aislar aquellas células que producen la proteína fusionada a GFP o cuantificar la cantidad de dicha proteína producida en un momento dado.
Por ejemplo, células cancerosas que expresan DsRED pueden implantarse en ratones salvajes, o transgénicos con expresión de GFP en todas las células. Cuando los ratones son iluminados con luz azul las células cancerosas pueden ser fácilmente detectadas y seguidas (en los ratones verdes o normales) permitiendo la localización de las metástasis y el fenómeno de angiogénesis en tumores en proliferación.  Por otro lado, el modelo permite seguir la evolución comparativa de las metástasis en presencia o ausencia de distintos fármacos. Esto sería sólo uno de los múltiples usos que se le están asignando a estas proteínas. La GFP también tiene una importancia especial en la biología del desarrollo: si se introduce en un estadio temprano de un embrión, se puede seguir la evolución de las primeras células, estructuras y órganos.

### Aplicaciones de las Proteínas Fluorescentes (FP)
Son múltiples las aplicaciones de las FP en la ciencia. Dentro de las más comunes está su utilización como marcador fusionado a polipéptidos o como indicador de estados químicos-fisiológicos intracelulares, en todo tipo de células, subcompartimentos celulares y organismos, desde procariotas hasta mamíferos. La FP también es útil a diversas disciplinas de la biología y la medicina. Esto se puede verificar simplemente mediante un buscador de artículos científicos reconocido, en donde con sólo introducir GFP en la palabra clave, miles de publicaciones saldrán a la vista. Si la FP es usada como marcador fusionada a otra proteína, Tsien la clasifica como una aplicación pasiva que sólo refleja los niveles de expresión de la proteína diana o la ubicación subcelular de dicha proteína. Se debe recordar que la FP, al no ser una enzima, resulta un excelente indicador porque no interfiere con el mecanismo fisiológico de la célula (Tsien, 1998; Fernández et al., 2006).
Aplicaciones más avanzadas son posibles si se unen las propiedades de las FP a otras técnicas, como las de microscopia de fluorescencia para los estudios en células vivas. Estas técnicas confieren acertadas ventajas sobre los estudios en tejidos fijados, en los que no se aprecia la dinámica del sistema que se desea estudiar.

### Expresión de proteínas fluorescentes en el sistema nervioso
Desde hace más de un siglo, el estudio del sistema nervioso ha atraído a un gran número de investigadores ansiosos de dilucidar su arquitectura y dinámica, para lo cual se hizo necesario poder visualizar la disposición de las neuronas. Hasta finales del siglo XIX no existían técnicas que lo permitieran. Golgi planteó entonces la técnica “reazione nera” (reacción negra), que permitió observar por primera vez una preparación histológica del Sistema Nervioso al teñir varias células a la vez. Luego, Santiago Ramón y Cajal, al utilizar esta técnica y otras que desarrolló en sus estudios, dilucidó la teoría de la conexión nerviosa y descubrió que la neurona es la unidad anatómico-funcional del sistema nervioso, teoría que aún es válida en nuestros días. Otras técnicas que desarrolló fueron la tinción de las células del sistema nervioso con azul de metileno y con plata, que tuvo mayor acogida que la realizada con azul. (Cajal, 1907 citado por Jones, 2007).
En el año 2000, un grupo de investigadores (entre ellos Feng, Mellor, Berstein, entre otros) logró marcar selectivamente, con varias proteínas fluorescentes, neuronas en el ratón. Posteriormente, generaron ratones transgénicos que expresaban GFP, RFP, YFP y CFP, y con ello alcanzaron a etiquetar la totalidad de la morfología de algunas neuronas, como los axones, y de las terminaciones nerviosas, dendritas y espinas dendríticas. Estos investigadores lograron que cada una de las variantes de las FP mencionadas se expresara en neuronas in vivo y demostraron que la expresión de todas estas proteínas fluorescentes no afecta la función de la neurona ni presenta toxicidad en las estructuras sinápticas. Consiguieron, además, crear un ratón doble transgénico que expresaba dos PF simultáneamente (YFP y CFP o GFP y RFP) (Feng et al., 2000).
Los ratones transgénicos fueron generados por DNA purificado del complejo Thy 1, asociado a cada variante de la FP (específicamente EGFP, EYFP, ECFP y DsRed1 de clontech), dentro de oocitos fertilizados. Para seleccionar los ratones positivos visualizaron las uniones musculares in vivo y con estos ratones positivos estabilizaron la línea de animales transgénicos (Feng et al., 2000). El gen thy1 es un miembro de la superfamilia de las inmunoglobulinas y codifica una glicoproteína de la superficie celular, que se expresa en varios tipos celulares que incluyen fibroblastos, células de cáncer de ovario, células endoteliales, células hematopoyéticas, linfocitos T y neuronas (Rege y Hagood, 2006; Lewis, 2008). Feng y colaboradores (2000) lograron expresar las FP en uniones neuromusculares (mostradas en la figura 5) y probaron la no toxicidad de las proteínas GFP, YFP y CFP en sus experimentos. La RFP mostró menor porcentaje de efectividad en la producción de ratones transgénicos (14% vs 84% de las otras tres FP). El marcaje con dos colores en neuronas fue posible en un mismo ratón al cruzar thy1-CFP con thy1-YFP o thy1-GFP con thy1-RFP. Los colores muestran algunas zonas del sistema nervioso periférico (SNP) y central (SNC), en donde las neuronas expresan las FP en pares.

## Otras proteínas fluorescentes derivadas de GFP
Con el paso del tiempo, se han desarrollado variantes de la GFP, para ampliar la gama de colores en el espectro visible, así como también, obtener mutantes de mayor eficiencia cuántica, mayor brillo y menor coeficiente de extinción molar.
La DsRED es más grande y más pesada que la GFP. Consiste de cuatro cadenas aminoacídicas en lugar de una, y no es tan versátil como marcador de procesos biológicos. El grupo de investigación de Tsien resolvió este problema rediseñando la DsRED de forma de lograr proteínas estables, fluorescentes y de una sola cadena de aminoácidos.
En conclusión, desde la primera publicación del GFP, hace 46 años, se han conseguido proteínas similares a la GFP, que brillan con los colores del arcoíris. Los usos en biología molecular, biotecnología, y medicina se han multiplicado. Y una simple proteína que ha existido en la tierra por más de 160 millones de años saltó a la fama, porque una de sus propiedades más especiales es que los resultados se pueden “ver”.

## El arcoíris cerebral o brainbow
Tres de estas proteínas han sido usadas en un experimento espectacular. Fueron modificados genéticamente ratones para producir determinadas cantidades de proteínas con colores amarillo, cian y rojo en células nerviosas individuales del cerebro; combinación de colores semejante a la que usan las impresoras de computadoras. El resultado fue un cerebro que brillaba con noventa tonalidades diferentes. Los investigadores podían así seguir las fibras nerviosas de células individuales dentro de una densa red en el cerebro. Las imágenes fueron llamadas brainbow, el arcoíris cerebral.

## GFP en las artes plásticas

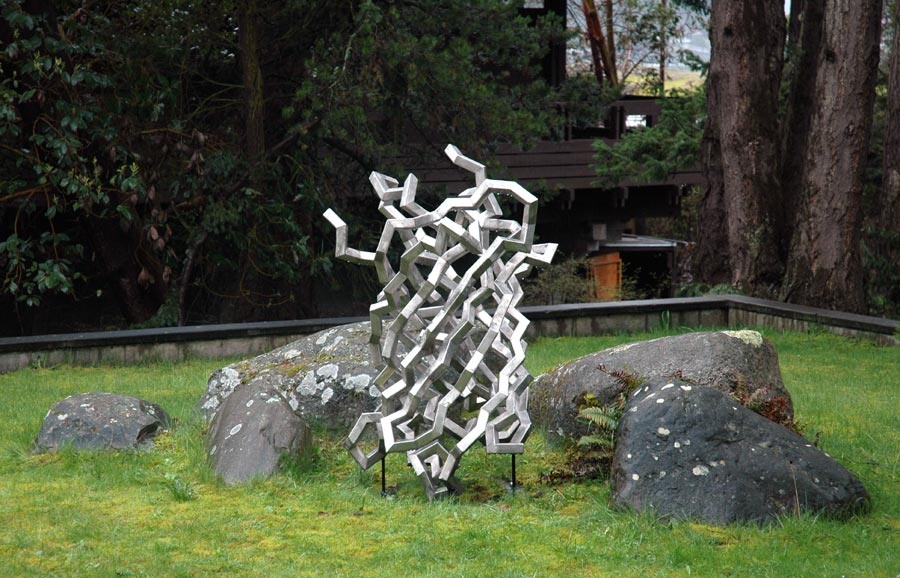
Escultura de Julian Voss-Andreae Medusa de Acero (Steel Jellyfish) (2006) inspirada en la GFP. La imagen muestra la escultura de acero inoxidable ubicada en los laboratorios de Friday Harbor en la Isla San Juan (Washington, Estados Unidos), el lugar del descubrimiento de la GFP.

Julian Voss-Andreae, artista germano especializado en "esculturas de proteínas", ha creado esculturas basadas en la estructura de la GFP, como la Green Fluorescent Protein (2004) de 1,7 metros de altura y la Medusa de Acero (2006) de 1,4 metros de altura. Esta última se ubica en el mismo lugar del descubrimiento de la GFP por parte de Shimomura en 1962: los laboratorios de Friday Harbor en la Universidad de Washington.